# Leslie Marx
Leslie Marx (Fort Belvoir, 24 de abril de 1967) é uma esgrimista estadunidense de espada. Marx foi medalhista de ouro nos eventos femininos individuais e por equipes nos Jogos Pan-Americanos de 1995. Ela também competiu nos eventos individuais e por equipes dos jogos Jogos Olímpicos de 1996.
Em 2017, Marx retornou à competições internacionais, conquistando a medalha de ouro no evento feminino 50-59 e por equipes do Campeonato Mundial de Esgrima para veteranos.